# Michele Rubini
Michele Rubini (Narni, Terni, Italia, 7 de marzo de 1977) es un dibujante de cómic italiano.

## Biografía
Fue discípulo y luego colaborador de Stefano Andreucci. En 2002, con textos de Luigi Mignacco, realizó una breve historia de Robinson Hart para la revista Cronaca di Topolinia. A partir de 2003 colabora con la editorial Bonelli, para la que ha ilustrado historias de Zagor, Morgan Lost, Dampyr y Tex.